# Jean Auguy
Jean Auguy est un éditeur, journaliste et militant politique français né le 20 mars 1942 à Oiron.

## Biographie
Il a fait ses études au lycée de Thouars et à la Faculté de droit et des sciences économiques de Poitiers où, parallèlement à son rôle de responsable local de la Fédération nationale des étudiants de France (FNEF), il a fondé en 1964 le bulletin mensuel Poitiers-Université qu'il a dirigé jusqu'en 1978, avec Jean-Baptiste Geffroy, Henri Servien et Jérôme Séguin. En 1977, il prend la direction et acquiert la revue Lectures françaises fondée et dirigée jusqu'alors par Henry Coston. Parallèlement, il dirige le mensuel traditionaliste Lecture et Tradition.
Il est le fondateur de la librairie Diffusion de la Pensée Française (SADPF : Éditions de Chiré, Chiré-en-Montreuil et librairie Duquesne-Diffusion, Paris) où il a travaillé depuis 1970 en tant qu'éditeur d'ouvrages d'auteurs appartenant à la mouvance contre-révolutionnaire, comme Léon de Poncins, le colonel Pierre Château-Jobert, Marie Carré, Henri Servien, Pierre Pascal (poète et homme politique français) et l'abbé Augustin Barruel. 
En 2011, il cède la Diffusion de la Pensée Française à son gendre, François-Xavier d'Hautefeuille, qui en assure dès lors la gestion.